# Гечиткале (авиабаза)
Авиабаза Гечиткале или аэропорт Лефконико (IATA: GEC, ICAO: LCGK) — военный аэродром ВВС Турции в районе Лефконико (тур. Geçitkale) на Северном Кипре. Строительство было завершено в 1990 году. Во время реконструкции международного аэропорта Эрджан в период с сентября 2002 года по май 2004 года авиабаза служила основным гражданским аэропортом Северного Кипра. Неофициальный код ИКАО — LCGK.
Летом 1998 года на фоне растущей напряжённости в отношениях между Грецией и Турцией последняя ненадолго разместила шесть самолётов F-16 на авиабазе в ответ на размещение Грецией первого из четырёх самолётов F-16 и двух самолётов Lockheed C-130 Hercules в Пафосе. Боевые самолеты последний раз посетили аэропорт в ноябре 2000 года. Позднее авиабаза Гечиткале была куплена кипрско-турецким бизнесменом Асилом Надиром и будет преобразована в новый аэропорт для чартерных рейсов.
Единственная взлетно-посадочная полоса Гечиткале, 9/27, имеет длину 2850 метров в длину и 45 метров в ширину. Аэропорт оборудован станциями VOR / DME и NDB.